# Paul Sarbanes
Paul Spyros Sarbanes (Salisbury, 3 de febrero de 1933–Baltimore, 6 de diciembre de 2020) fue un político y abogado estadounidense. Fue miembro del Partido Demócrata de Maryland, que sirvió como miembro de la Cámara de Representantes de Estados Unidos de 1971 a 1977 y como Senador de Estados Unidos de 1977 a 2007. Sarbanes fue el senador con el mandato más largo en la historia de Maryland hasta que fue superado por Barbara Mikulski por un solo día cuando su mandato terminó el 3 de enero de 2017.

## Biografía
Nacido en Salisbury, Maryland, de padres griegos. Sarbanes se graduó en la Universidad de Princeton, Balliol College, Oxford, y la Escuela de Ley del Harvard. Fue elegido para ocupar un escaño en la Casa de Delegados de Maryland en 1966,  pasó dos mandatos en la Cámara de Maryland de 1967 a 1971. En 1970, ganó un escaño en la Cámara de Representantes de los Estados Unidos, representando el cuarto distrito de Maryland y luego el tercero de Maryland. desde 1971 hasta 1977.
En 1976, se postuló para el Senado de los Estados Unidos, derrotando al titular republicano John Glenn Beall Jr. con el 59% de los votos. Sarbanes fue reelegido cuatro veces y cada vez recibió no menos del 59% de los votos. No buscó la reelección en 2006, cuando fue sucedido por su compañero demócrata Ben Cardin. Sarbanes era conocido por su estilo discreto, a menudo evitando el centro de atención durante sus treinta años de carrera en el Senado. En 2002, Sarbanes copatrocinó la Ley Sarbanes-Oxley, que se cita como su legislación patrocinada más destacada.
Sarbanes murió en su casa en Baltimore el 6 de diciembre de 2020, a la edad de 87 años.